# Commoris
Genre
Commoris est un genre d'araignées aranéomorphes de la famille des Salticidae.

## Distribution
Les espèces de ce genre sont endémiques des Antilles. Elles rencontrent en Guadeloupe et à la Dominique.

## Liste des espèces
Selon World Spider Catalog (version 18.0, 25/03/2017) :
- Commoris enoplognatha Simon, 1902
- Commoris minor Simon, 1903

## Publication originale
- Simon, 1902 : Description d'arachnides nouveaux de la famille des Salticidae (Attidae) (suite). Annales de la Société Entomologique de Belgique, vol. 46, p. 24-56 & 363-406 (texte intégral).